# Ellen Nyhus
Ellen Katrine Nyhus (* 1966) ist eine norwegische Wirtschaftswissenschaftlerin, die insbesondere interdisziplinär im Bereich von Verhaltensökonomik und Wirtschaftspsychologie forscht und lehrt. 

## Werdegang, Forschung und Lehre
Nyhus studierte Wirtschaftswissenschaft an der Norwegischen Handelshochschule in Bergen. Dort graduierte sie 1989 als Siviløkonom (vergleichbar etwa einem Master of Business Administration), anschließend setzte sie ihr postgraduales Studium bis zum Erreichen des Abschlusses als Høyere avdeling fort. Anschließend blieb sie parallel zur Arbeit an ihrer Promotion als wissenschaftliche Mitarbeiterin an der Hochschule, zwischen 1997 und 1999 war sie forschend an der Universität Tilburg tätig. Anschließend wurde sie an die Hochschule Agder als Professorin für Marketing berufen, ehe sie 2002 an der Hochschule in Bergen promoviert wurde. Nachdem die Hochschule 2007 als Universität Agder in den Rang einer Universität angehoben worden war, war sie später zeitweise Vorstandsmitglied der Bildungseinrichtung.
Nyhus konzentriert sich in ihrer akademischen Arbeit rund um Wirtschaftspsychologie, Verhaltensökonomik und Konsumentenverhalten auf die wirtschaftlichen Entscheidungen, die der Einzelne im Laufe seines Lebens treffen muss. Dabei tritt sie auch außerhalb der akademischen Welt als gesuchte Ansprechpartnerin auf, etwa in Zeitungs- und Fernsehinterviews oder mit Diskussionsbeiträgen in nordeuropäischen Tageszeitungen. Sie engagiert sich publizistisch insbesondere in der finanziellen Allgemeinbildung in den baltischen und nordischen Ländern.
Nyhus war zwischen 2014 und 2016 Präsidentin der International Association for Research in Economic Psychology. Zwischen 2011 und 2019 saß sie im Redaktionsausschuss des von der Organisation herausgegebenen Periodikums Journal of Economic Psychology. 2006 bis 2015 war sie Vorstandsmitglied beim Forbruksforskningsinstituttet, dem norwegischen Institut für Verbraucherforschung.